# Wish You Were Here (Avril Lavigne)
"Wish You Were Here" je pjesma kanadske pjevačice Avril Lavigne. Objavljena je 26. kolovoza 2011. godine kao treći singl s njenog četvrtog studijskog albuma Goodbye Lullaby. Pjesmu su napisali Avril Lavigne, Max Martin i Shellback, a producenti su Max Martin i Shellback.

## Uspjeh pjesme
Nakon objavljivanja albuma pjesma "Wish You Were Here" se plasirala na raznim ljestvicama. Debitirala je na šestoj poziciji ljestvice GAON u Južnoj Koreju, 64. poziciji na kanadskoj ljestvici Canadian Hot 100 te na 99. poziciji američke ljestvice singlova Billboard Hot 100. Pjesma je u Južnoj Koreji prodana u 180 000 primjeraka.

## Popis pjesama
Digitalno preuzimanje
1. "Wish You Were Here" - 3:45

## Ljestvice
| Ljestvice (2011.)             | Najviša pozicija |
| ----------------------------- | ---------------- |
| Belgija (Flandrija)           | 54               |
| Belgija (Valonija)            | 74               |
| Japan                         | 90               |
| Južna Koreja                  | 6                |
| Kanada                        | 64               |
| SAD Billboard Hot 100         | 99               |
| SAD Billboard Adult Pop Songs | 38               |
| Slovačka                      | 94               |

## Povijest objavljivanja
| Država      | Datum            | Izdavač    | Format |
| ----------- | ---------------- | ---------- | ------ |
| Novi Zeland | 31. srpnja 2011. | Sony Music | Radio  |